# Barbués (kommunhuvudort)
Barbués är en kommunhuvudort i Spanien.   Den ligger i provinsen Provincia de Huesca och regionen Aragonien, i den nordöstra delen av landet, 300 km nordost om huvudstaden Madrid. Barbués ligger 364 meter över havet och antalet invånare är 105.
Terrängen runt Barbués är platt, och sluttar söderut. Runt Barbués är det glesbefolkat, med 15 invånare per kvadratkilometer. Närmaste större samhälle är Huesca, 17,3 km norr om Barbués. Trakten runt Barbués består till största delen av jordbruksmark.